# Kateřina Bartoňová
Kateřina Bartoňová (* 17. leden 1990 Pardubice) je česká basketbalová reprezentantka, účastnice Mistrovství Evropy v letech 2009 v Lotyšsku a 2011 v Polsku. V současnosti působí v českém klubu Levhartice Chomutov. Startovala též na Letních olympijských hrách 2012, kde se Češky umístily na sedmé příčce.

## Úspěchy
- 1. místo Liga České republiky 2011
- 4. místo ME 2011